# Karl Köllner

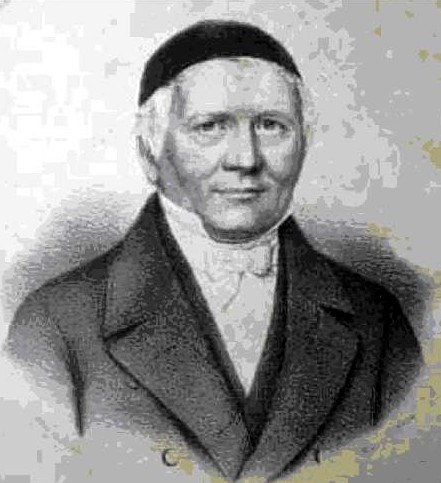
Karl Köllner ca. 1840

Philipp Peter Karl Köllner, auch Carl Köllner (* 3. März 1790 in Idstein; † 22. März 1853 in Korntal) war ein deutscher Sozialpädagoge und Pietist, der in der Christentumsgesellschaft aktiv war. Er gründete in Sitzenkirch ein Heim für verwahrloste Kinder und war später Vorsteher der Rettungshäuser für verwahrloste Kinder in Korntal.

## Leben

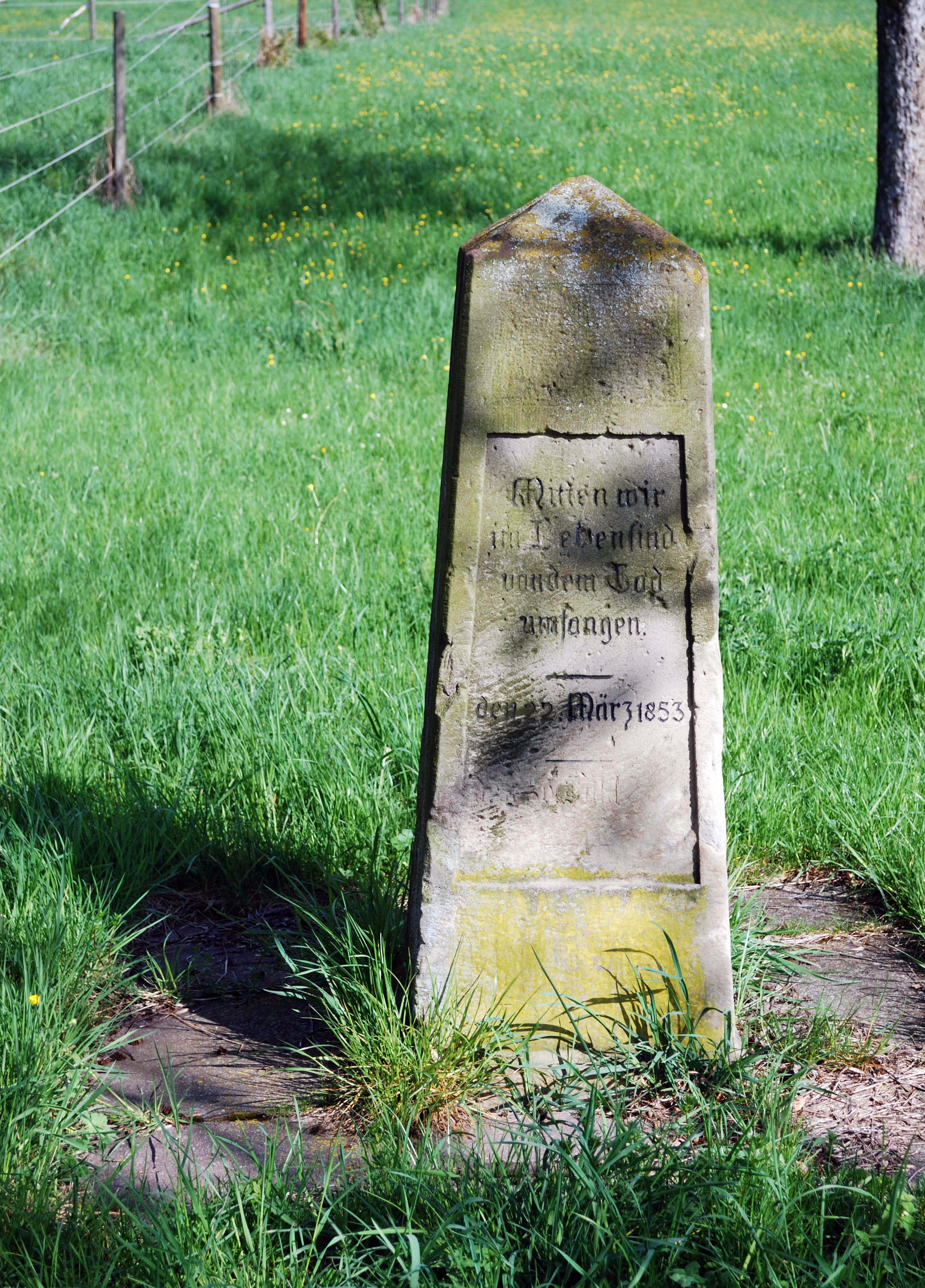
Der Köllner-Stein markiert die Stelle, an der Karl Köllner am 22. März 1853 zusammenbrach und starb

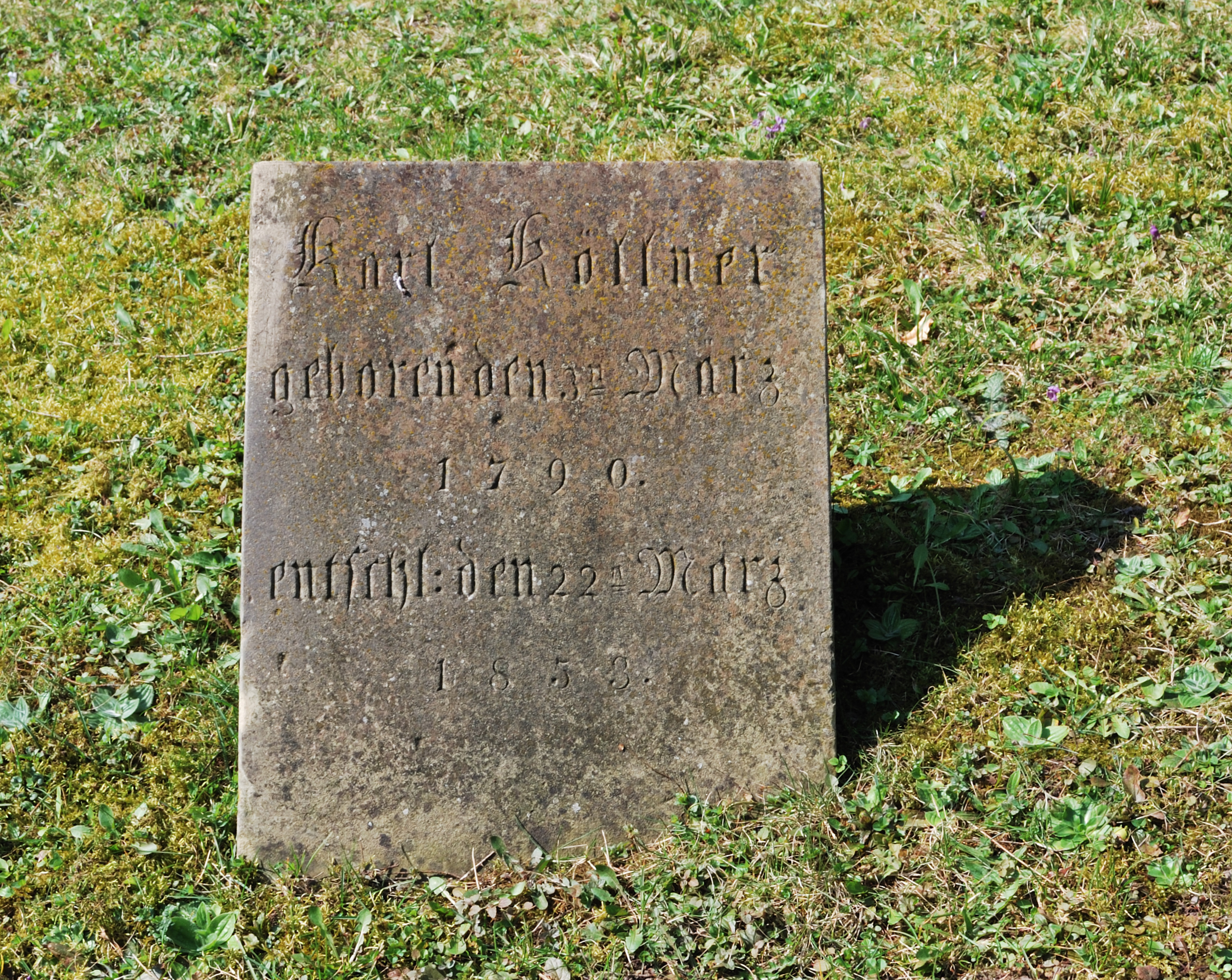
Grabstein auf dem Alten Friedhof in Korntal

Karl (oft auch Carl) Köllner war der Sohn des Pfarrers Wilhelm Köllner (des Älteren) und dessen Frau Charlotte.
Köllner absolvierte in Frankfurt am Main eine Ausbildung zum Kaufmannsgehilfen. Nach einer schweren Nervenkrankheit fasste er bei dem Weinhändler Keerl in Segnitz Fuß und kam dort auch in Kontakt mit der Erweckungsbewegung. Er wurde aktives Mitglied der fränkischen Unterabteilung der Christentumsgesellschaft. Nach dem frühen Tod von Keerl führte Köllner nicht nur dessen Weinhandlung im Auftrag der Witwe weiter, sondern heiratete diese, Maria Amalie Johanna Keerl, geb. Schumann.
Christian Gottlob Barth gehörte zur weiteren Verwandtschaft und wurde in die Erziehung der Keerl-Kinder einbezogen. Mit dem aus Stuttgart stammenden Barth, einem nachmaligen Haupt der württembergischen Erweckungsbewegung, sollte Köllner lebenslang freundschaftlich verbunden bleiben.
Als die Christentumsgesellschaft in Basel unter Christian Friedrich Spittler einen Aufschwung nahm und die Idee der Missionierung der Juden um sich griff, zog es zunächst Köllners verwitweten Vater nach Basel.
Köllner zog 1819 mit seiner Familie von Segnitz nach Würzburg, wo dem Pietisten von der katholischen Mehrheit alsbald die Verwaltung des gesamten Armenwesens der Stadt übertragen wurde. Während Köllner sich um Projekte zur Weltmission kümmerte, verkümmerte sein Weinhandel.
Auf einer Reise 1820 nach Württemberg zu Freunden der Missionsidee wurde das Ehepaar Köllner von Carl Friedrich Adolf Steinkopf, dem Auslandssekretär der British and Foreign Bible Society, und Christian Gottlieb Blumhardt, Inspektor der Basler Mission, für die Judenmission gewonnen. Sie besuchten auch Basel und Schloss Bürgeln, das als Domizil ins Auge gefasst wurde. 1822 zogen die Köllners nach Sitzenkirch, wo sie den ehemaligen Meierhof der Propstei Bürgeln kauften, nachdem sich der Kauf des Schlosses nicht realisieren ließ.
Im Auftrag der aus der Christentumsgesellschaft hervorgegangenen Gesellschaft zur Ausbreitung des Christentums unter den Juden richtete Köllner eine Erziehungsanstalt für jüdische Kinder ein. Der fremde Pietist stieß bei den Einheimischen zunächst auf große Ablehnung und wurde als Sektierer gesehen. In Sitzenkirch sollten Kinder verarmter Judenfamilien aus Baden, der Schweiz und dem Elsass ein Heim finden. Die Judenmission stieß auf große Schwierigkeiten, da einerseits auch die armen Juden sich schwer taten, ihre Kinder in christliche Erziehung zu geben, und andererseits die Straßburger Rabbiner gegen die „Abwerbung“ intervenierten. Köllners wandelten deshalb ihr Heim in eine Anstalt für verwahrloste Christenkinder um, d. h. eine Schwestereinrichtung zu jener im Schloss Beuggen, die durch Christian Heinrich Zeller geleitet wurde.
In den Jahren 1833–36 geriet Köllner unter den Einfluss der sogenannten „Exodusgemeinde“ – einer Sekte, die sich zeitweise auch im Anwesen von Köllner niederließ. Nach dieser mystischen Phase wandte sich Köllner wieder bodenständigen Dingen zu und wurde 1839 zum Bürgermeister von Sitzenkirch gewählt. In diesem Amt erntete er Anerkennung durch Bürger wie vorgesetzte Behörden.
1845 verstarb Köllners Frau und kurz darauf verkaufte er das Hofgut in Sitzenkirch und ging nach Korntal, wo ihm das Vorsteheramt der Armenanstalten angetragen wurde.
Am 22. März 1853 verstarb Köllner nahe Korntal.

## Ehe und Familie
Maria Amalie Johanna Keerl, geb. Schumann (* 12. Januar 1777; † 30. Juli 1845), die er am 17. Juli 1814 heiratete, brachte fünf Kinder mit in die Ehe; das Ehepaar Köllner hatte weitere vier Kinder.
- Charlotte ⚭ Johannes Häberlin (Missionar in Indien)
- Doris ⚭ Johann Christoph Blumhardt
- Luise ⚭ Jakob Heinrich Staudt (1808–1884)
- Maria